# تومي كيندال
تومي كيندال (بالإنجليزية: Tommy Kendall)‏ هو سائق سيارة سباق أمريكي، ولد في 17 أكتوبر 1966 في سانتا مونيكا في الولايات المتحدة.

## وصلات خارجية
- تومي كيندال على موقع Racing-Reference.info (الإنجليزية)
- تومي كيندال على موقع DriverDB.com (الإنجليزية)